# Phare de Bornrif
Le phare de Bornrif est un phare actif situé près de Hollum sur l'île d'Ameland (Îles de la Frise), province de Frise aux Pays-Bas.
Il est géré par le Rijkswaterstaat , l'organisation nationale de l'eau des Pays-Bas.
Il est classé monument national en 1982 par l'Agence du patrimoine culturel des Pays-Bas .

## Histoire
Le phare a été construit en 1880 à la demande du roi Guillaume III. La tour préfabriquée en divers tronçons a été conçue par l'architecte néerlandais Quirinus Harder et construite par la fonderie Nering Bögel à Deventer.
Après la Seconde Guerre mondiale, une nouvelle lumière plus faible s’alluma sur la tour. Cela a donné à la tour le nom de schemerlamp (lampe de table). En 1952, une nouvelle lumière plus forte l'a remplacée. Cette lumière a une force de 4.400.000 candelas obtenue par une lentille de Fresnel de second ordre, installée en 1952 et provenant de l'ancien phare de Westhoofd de 1862. La lanterne d'origine est montée au-dessus de l'entrée du Maritiem Centrum Abraham Fock à Hollum.
Depuis fin 2004, la tour appartient à la municipalité d’Ameland et, depuis le 26 mars 2005, elle est à nouveau accessible aux touristes. La tour sert d’espace d’exposition. Au sommet, une salle a été réaménagée, utilisée par le gardien du phare auparavant. L'escalier menant à la galerie comporte 236 marches.

## Description
Ce phare  est une tour conique en fonte, avec une double galerie et une lanterne de 55 m de haut. La tour est peinte en bandes rouges et blanches et la lanterne est noire. Il émet, à une hauteur focale de 58 m, trois brefs éclats blancs de 0.2 secondes par période de 15 secondes. Sa portée est de 30 milles nautiques (environ 56 km).
Il est doté d'un Système d'identification automatique.
Identifiant : ARLHS : NET-001 ; NL-2162 - Amirauté : B0920 - NGA : 114-9996 .

## Caractéristique dufeu maritime
Fréquence : 15 secondes (W-W-W)
- Lumière : 0.2 seconde
- Obscurité : 2.8 secondes
- Lumière : 0.2 seconde
- Obscurité : 2.8 secondes
- Lumière : 0.2 seconde
- Obscurité : 8.8 secondes

|        |
| Plaque |

|          |
| Le phare |

|             |
| La lanterne |

### Lien connexe
- Liste des phares des Pays-Bas